# Elecciones municipales de 1970 en Barcelona
El 20 de octubre de 1970 se celebraron en Barcelona elecciones municipales para renovar la mitad de concejalías de los tercios de representación familiar, sindical y corporativa. 
Fueron elegidos un total de 19 nuevos miembros de la corporación municipal: 18 en sustitución de los concejales salientes por extinción de mandato (seis por cada tercio) y uno para ocupar la vacante de Antonio Drets Campaña, concejal del tercio corporativo fallecido en 1967, en ejerció del cargo. Todos los concejales electos lo fueron para un mandato de seis años, excepto en la sustitución de Drets Campaña, que lo fue hasta completar los tres años de mandato restantes del finado.

## Calendario electoral
Las elecciones fueron convocadas en un pleno municipal extraordinario el 28 de septiembre de 1970. El 13 de octubre, una semana antes de las votaciones, se constituyó la Junta Municipal del Censo, que proclamó las candidaturas, dando inicio a la campaña electoral.
Debido a la legislación especial del Ayuntamiento de Barcelona, las elecciones municipales en la capital catalana no coincidieron en fecha con las del resto de municipios de España, celebradas los días 17 y 24 de noviembre y 1 de diciembre del mismo año.

## Resultados

### Concejales en representación del tercio familiar
Por el tercio familiar fueron elegidos seis concejales, en representación de seis de los doce distritos de la ciudad.
| Distrito      | Participación | Votos por candidato         | Votos por candidato |
| Distrito I    | 22,0%         | Alfonso Cánovas Lafuente    | 2712                |
| Distrito I    | 22,0%         | José Pi Caparros            | 2395                |
| Distrito I    | 22,0%         | Juan Segura Palomares       | 2053                |
| Distrito I    | 22,0%         | Alberto Royuela Fernández   | 1702                |
| Distrito I    | 22,0%         | Pedro Martí Codina          | 832                 |
| Distrito I    | 22,0%         | Juan Parra Balcells         | 314                 |
| Distrito II   | 27,1%         | Ramón Torres Muñoz          | 10418               |
| Distrito II   | 27,1%         | Francisco Blanch            | 8875                |
| Distrito III  | 17,8%         | Antonio Cañellas Sidos      | 3291                |
| Distrito III  | 17,8%         | Arturo Martí Cot            | 1892                |
| Distrito III  | 17,8%         | Herminia Villamil Claramunt | 1848                |
| Distrito III  | 17,8%         | José María Rosal Labarriere | 1327                |
| Distrito III  | 17,8%         | Juan José Pérez Boadella    | 717                 |
| Distrito III  | 17,8%         | Santiago Tomeu Gerónima     | 694                 |
| Distrito III  | 17,8%         | José María Velat Badía      | 353                 |
| Distrito III  | 17,8%         | José María Bayona Monturiol | 327                 |
| Distrito IV   | 22,8%         | Mariano Blasi Rialp         | 3564                |
| Distrito IV   | 22,8%         | José María Espona           | 2409                |
| Distrito IV   | 22,8%         | Pedro Chias Grau            | 1527                |
| Distrito IV   | 22,8%         | Alejandro Betrius           | 1451                |
| Distrito IV   | 22,8%         | Manuel Riera Claville       | 428                 |
| Distrito IV   | 22,8%         | José Pons Cardoner          | 340                 |
| Distrito VII  | 23,8%         | Vicente Febrer Solsona      | 6501                |
| Distrito VII  | 23,8%         | Manuel Roig Serra           | 6379                |
| Distrito VII  | 23,8%         | J. Soler Martínez           | 2730                |
| Distrito VIII | 16,1%         | José María Tormo Magrans    | 4581                |
| Distrito VIII | 16,1%         | Alfonso Bernad López        | 3358                |
| Distrito VIII | 16,1%         | Eduardo Moreno              | 2993                |
| Distrito VIII | 16,1%         | Santiago Vidal Ribas        | 1874                |
| Distrito VIII | 16,1%         | Ramón Rovira Vilamitjana    | 860                 |

### Concejales en representación del tercio sindical
Por el tercio sindical fueron elegidos otros seis concejales, entre veinte candidatos. Las votaciones tuvieron lugar en el Salón de Ciento del Ayuntamiento de Barcelona. Votaron 60 compromisarios representantes de las entidades sindicales barcelonesas.
| Concejal electo        | Votos | Sindicato que representa                                        |
| Luis Pevidal López     | 53    | Trabajador del Sindicato de Hostelería y actividades turísticas |
| Rogelio Mir Martí      | 50    | Trabajador del Sindicato de Actividades sanitarias              |
| Jesús Calvo Martínez   | 48    | Trabajador del Sindicato del Metal                              |
| Jaime Abella de Castro | 34    | Empresario del Sindicato del Espectáculo                        |
| José Güell Ramón       | 25    | Empresario del Sindicato de la Piel                             |
| Ramón Bosch Estivill   | 22    | Empresario del Sindicato de la Enseñanza                        |

### Concejales en representación del tercio corporativo
Las votaciones tuvieron también lugar en el Salón de Ciento del Ayuntamiento de Barcelona. Fueron elegidos siete concejales.
| Concejal electo         | Votos | Entidad que representa                                                  |
| Mariano Ganduxer Relats | 23    | Cámara oficial de comercio, industria y navegación de Barcelona         |
| José María Dot Bosch    | 13    | Colegio de Doctores y Licenciados en Ciencias Químicas y Fisicoquímicas |
| Luis Pérez Pardo        | 10    | Escuela de Altos Estudios Mercantiles de Barcelona                      |

| Concejal electo            | Votos | Entidad que representa                          |
| Francisco Platón Verdaguer | 39    | Círculo de Estudios de Problemas Universitarios |
| Gonzalo Quesado Hernández  | 30    | Sociedad Graciense de Estudios Locales          |
| Pedro Salvat Virgili       | 27    | Círculo de Estudios Internacionales             |
| Carmen González Albiol     | 25    | Instituto de Cultura para la Mujer              |

### Publicaciones
- «Ayer se celebraron elecciones municipales en Barcelona». La Vanguardia. 21 de octubre de 1970. p. 24.
- «Fueron proclamados los concejales electos». La Vanguardia. 25 de octubre de 1970. p. 31.